# جونيور لاك
جونيور لاك هو لاعب كرة قاعدة دومينيكاني، ولد في 27 مارس 1990 في سان بيدرو دي ماكوريس في جمهورية الدومينيكان.

## وصلات خارجية
- جونيور لاك على موقع دوري كرة القاعدة الرئيسي (الإنجليزية)
- جونيور لاك على موقعبيزبول رفرنس.كوم (الدوري الرئيسي) (الإنجليزية)
- جونيور لاك على موقعبيزبول رفرنس.كوم (الدوري الثانوي) (الإنجليزية)
- جونيور لاك على موقع إي إس بي إن.كوم (أم.أل.بي) (الإنجليزية)
- جونيور لاك على موقع مشجعي الرسوم البيانية (الإنجليزية)